# Estación Catapilco
Catapilco  es una estación del ferrocarril ubicada en la localidad de Catapilco, comuna de Zapallar, en la región de Valparaíso de Chile. Fue parte del Longitudinal Norte, correspondiente al segmento entre la estación La Calera y estación La Ligua. 

## Historia
La estación fue inaugurada junto con el resto de la línea entre La Calera y La Ligua en 1897. La estación fue suprimida mediante decreto del 6 de noviembre de 1978. Actualmente la estación se encuentra clausurada, sin servicios de pasajeros desde 1995.
En 2012 y 2015 existió el servicio turístico Tren de la Esperanza que transportaban pasajeros desde Catapilco hasta estación Palos Quemados, y se buscó la extensión del servicio hasta estación La Calera.
Durante octubre de 2018, el municipio de Zapallar anunció que se está trabajando en un proyecto ampliamente aceptado, en el cual se quiere transformar la estación en un centro cultural para la zona.
En febrero de 2024 la Municipalidad de Zapallar anunció que invertirán 700 millones de pesos para la restauración del edificio de la bodega y su transformación en un centro cultural.

## Infraestructura
La estación conserva un caballo de agua, el edificio de a estación y la casa del jefe de estación.